# Donnerberg (Berg)
Koordinaten: 50° 47′ N, 6° 15′ O

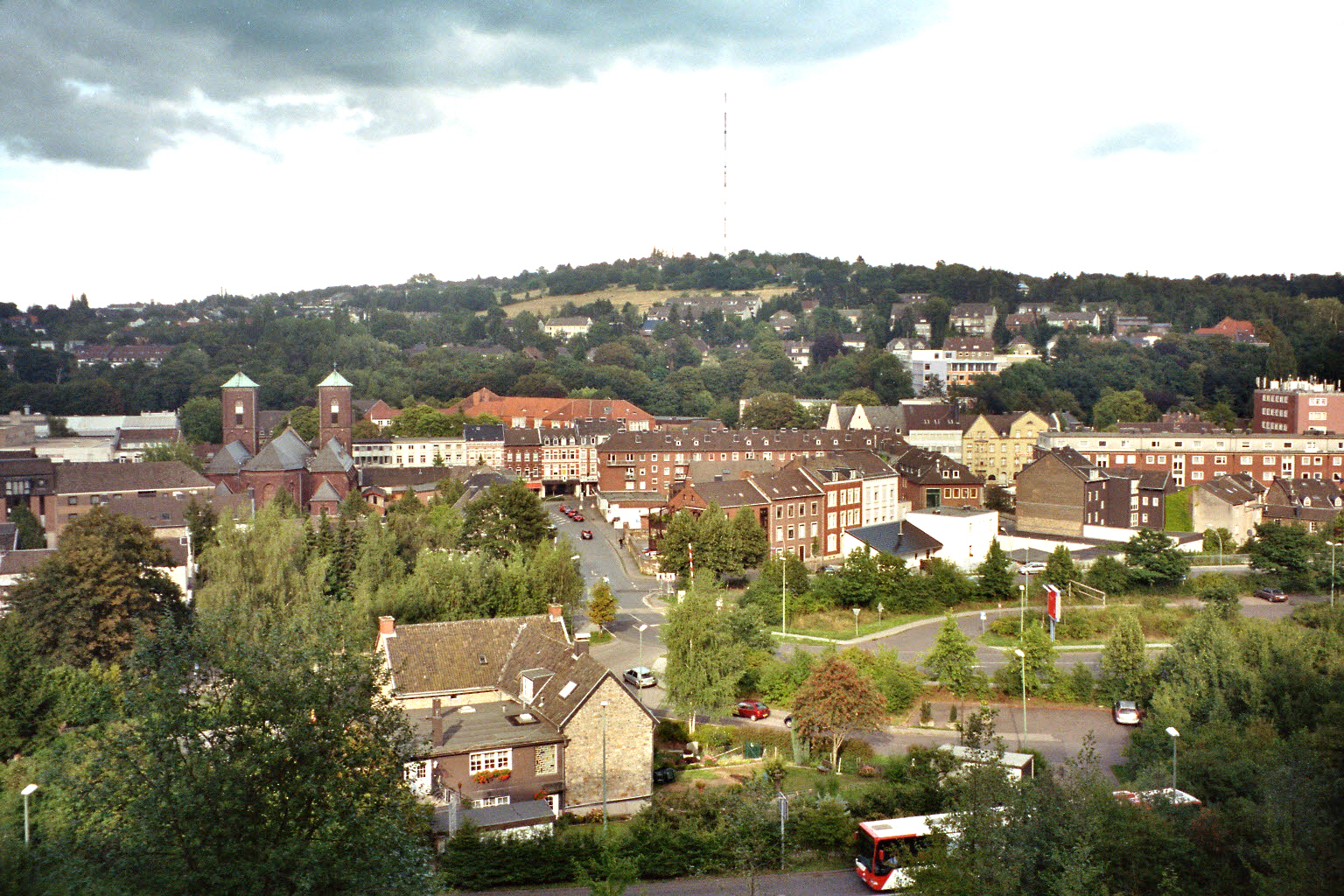
Der Donnerberg mit Sendemast

Der Donnerberg ist eine 287,3 m über NHN hohe Anhöhe am Nordrand der Eifel zwischen Stolberg (Rhld.) und dem Eschweiler Stadtwald in der Städteregion Aachen.
Der Berg liegt im seit 1935 zu Stolberg gehörigen Stadtteil Donnerberg und gab diesem seinen Namen. Bis dahin lag er auf Eschweiler Stadtgebiet. Auf dem Berg wurde in den 1950er Jahren der Sender Aachen-Stolberg des WDR errichtet, dessen Antennenträger ist ein 231 m hoher abgespannter Stahlfachwerkmast, der 1993 errichtet und weit über Stolberg hinaus zu sehen ist.

Der Berg ist auch Namensgeber für die Kaserne auf dem Donnerberg, die Donnerberg-Kaserne. 

140° Panorama Stolberg Donnerberg (Jahr 2014)